# Prêmio Contigo! de TV de melhor ator de série ou minissérie
O Prêmio Contigo! de TV de melhor ator de série ou minissérie é um prêmio oferecido anuelmente desde 2011 pela Revista Contigo!, porém, a premiação acontece desde 1995. O prêmio é destinado a melhor interpretação masculina em uma série ou minissérie de televisão.

## Recordes
- Ator com mais prêmios: Cauã Reymond (2)
- Ator com mais indicações: Júlio Andrade (5), Cauã Reymond, Vladimir Brichta, Selton Mello (4), Fábio Assunção (3), Eduardo Moscovis, Daniel de Oliveira, Gabriel Leone, Lázaro Ramos, Murilo Benício e Pedro Cardoso (2).
- Ator com mais indicações (sem nunca ter vencido): Murilo Benício, Pedro Cardoso e Lázaro Ramos (2).
- Ator que recebeu o prêmio em um período curto: Cauã Reymond por Amores Roubados (2014) e Dois Irmãos (2017), três anos de diferença.
- Ator mais jovem a ganhar: André Lamoglia com 25 anos por Élite (2022).
- Ator mais jovem a ser indicado: Caio Horowicz com 24 anos por Boca a Boca (2020).
- Atriz mais velho a ganhar: Eduardo Moscovis com 52 anos por Bom Dia, Verônica (2020).
- Ator mais velho a ser indicado: Cosme dos Santos  com 60 anos por Sexo e as Negas (2015).
- Ator indicado duas vezes no mesmo ano por trabalhos diferentes: Cauã Reymond por Amores Roubados e O Caçador (2014).

## Vencedores e indicados

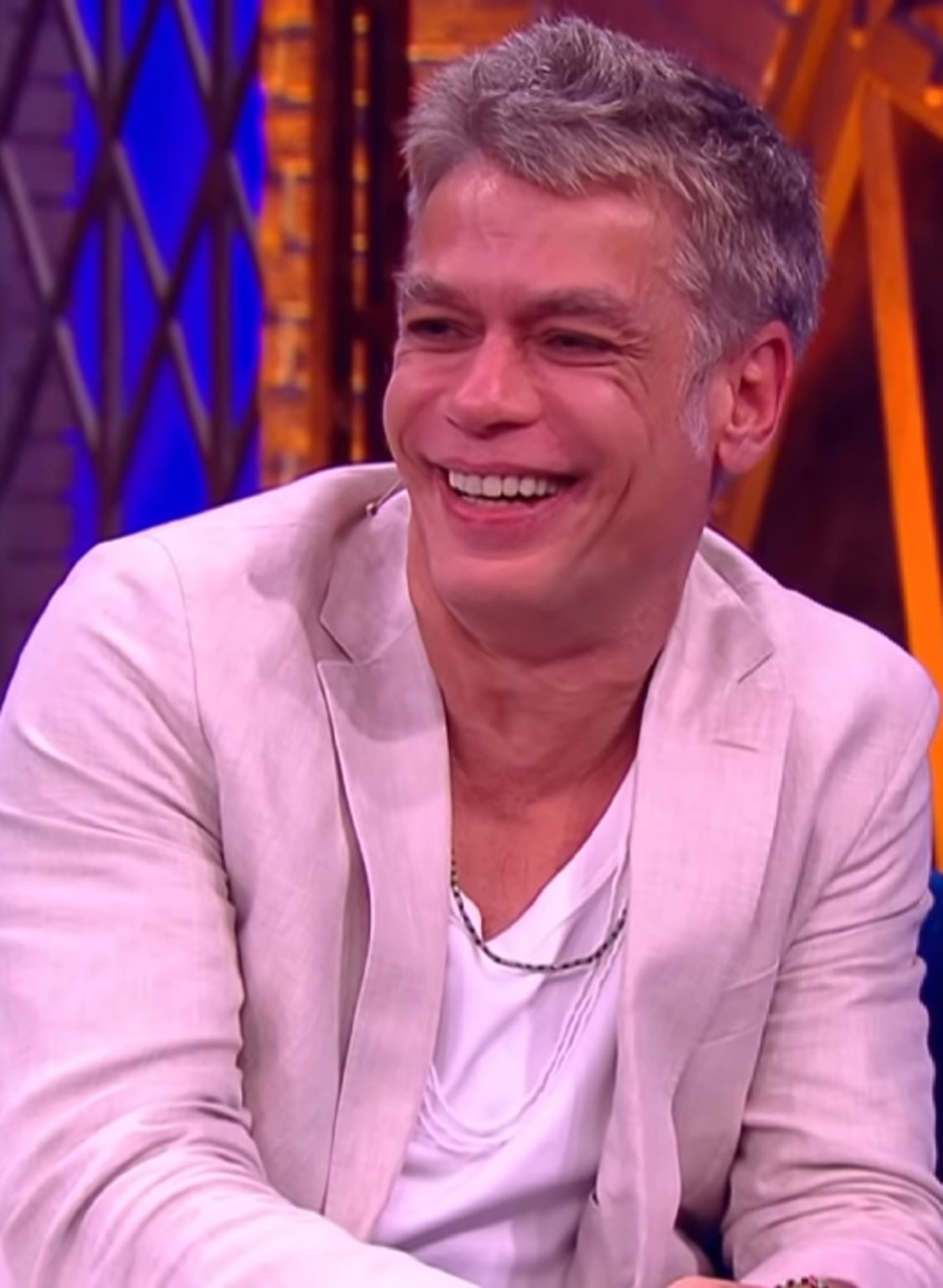
Fábio Assunção ganhou em 2011 por Dalva e Herivelto.

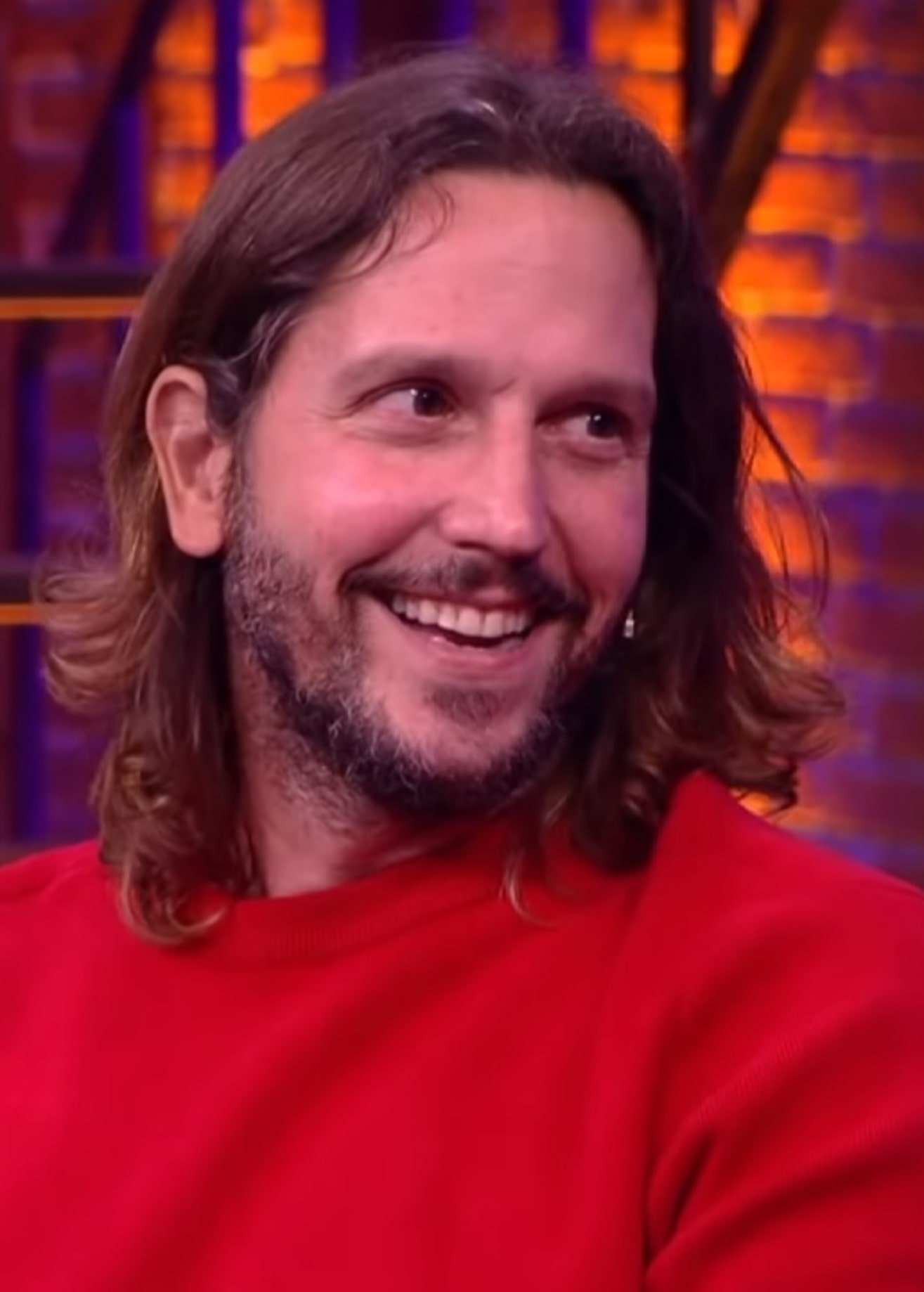
Vladimir Brichta ganhou por Tapas & Beijos (2012).

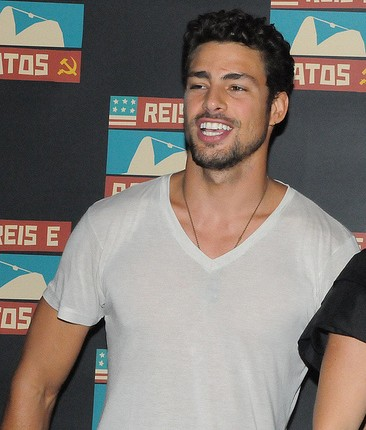
Cauã Reymond ganhou 2 vezes por Amores Roubados (2014) e Dois Irmãos (2017).

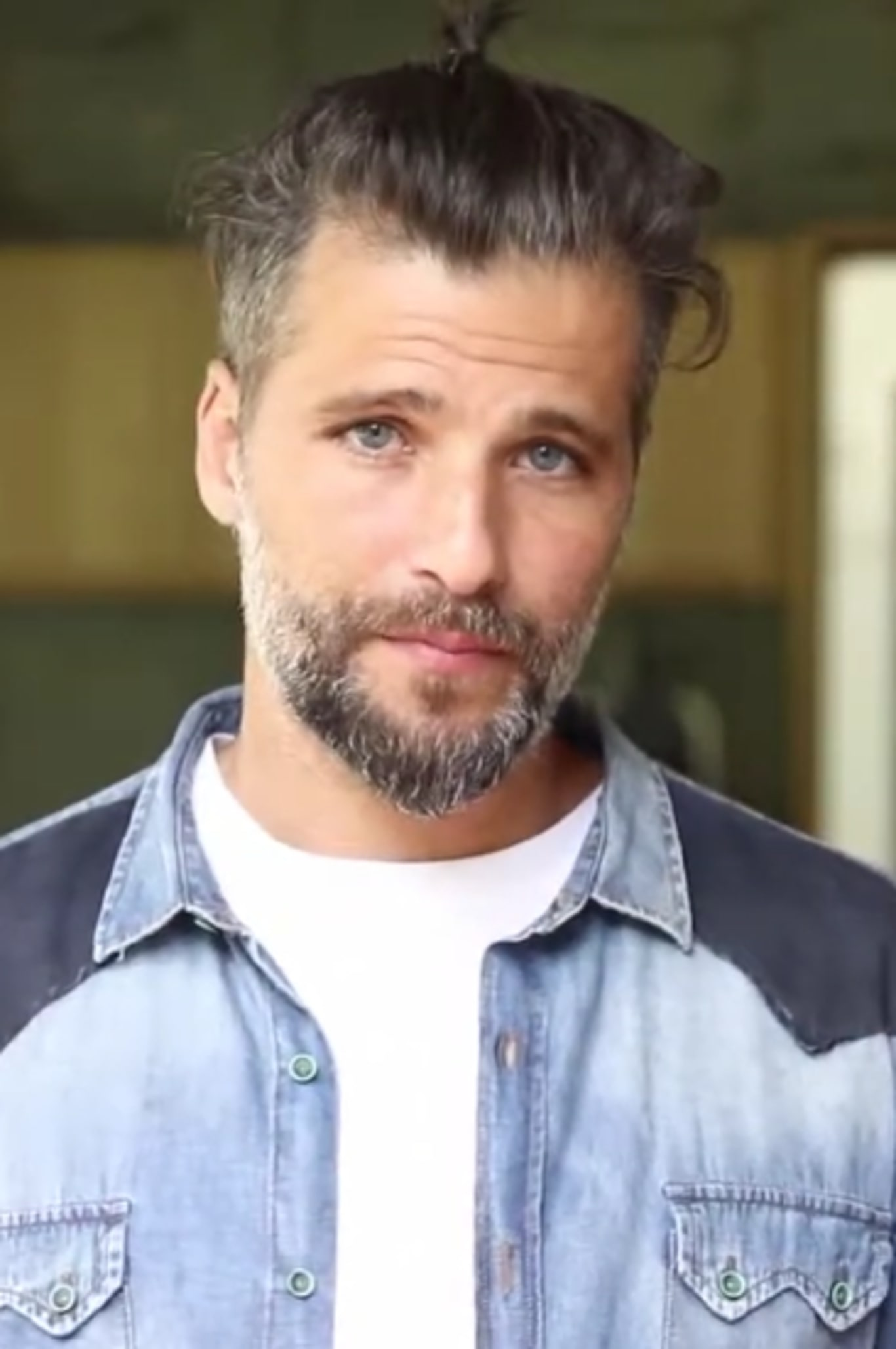
Bruno Gagliasso ganhou em 2015 por Dupla Identidade.

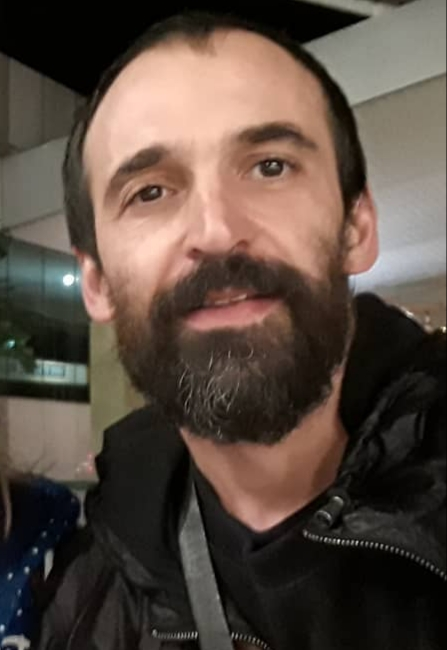
Júlio Andrade ganhou por Sob Pressão (2017).

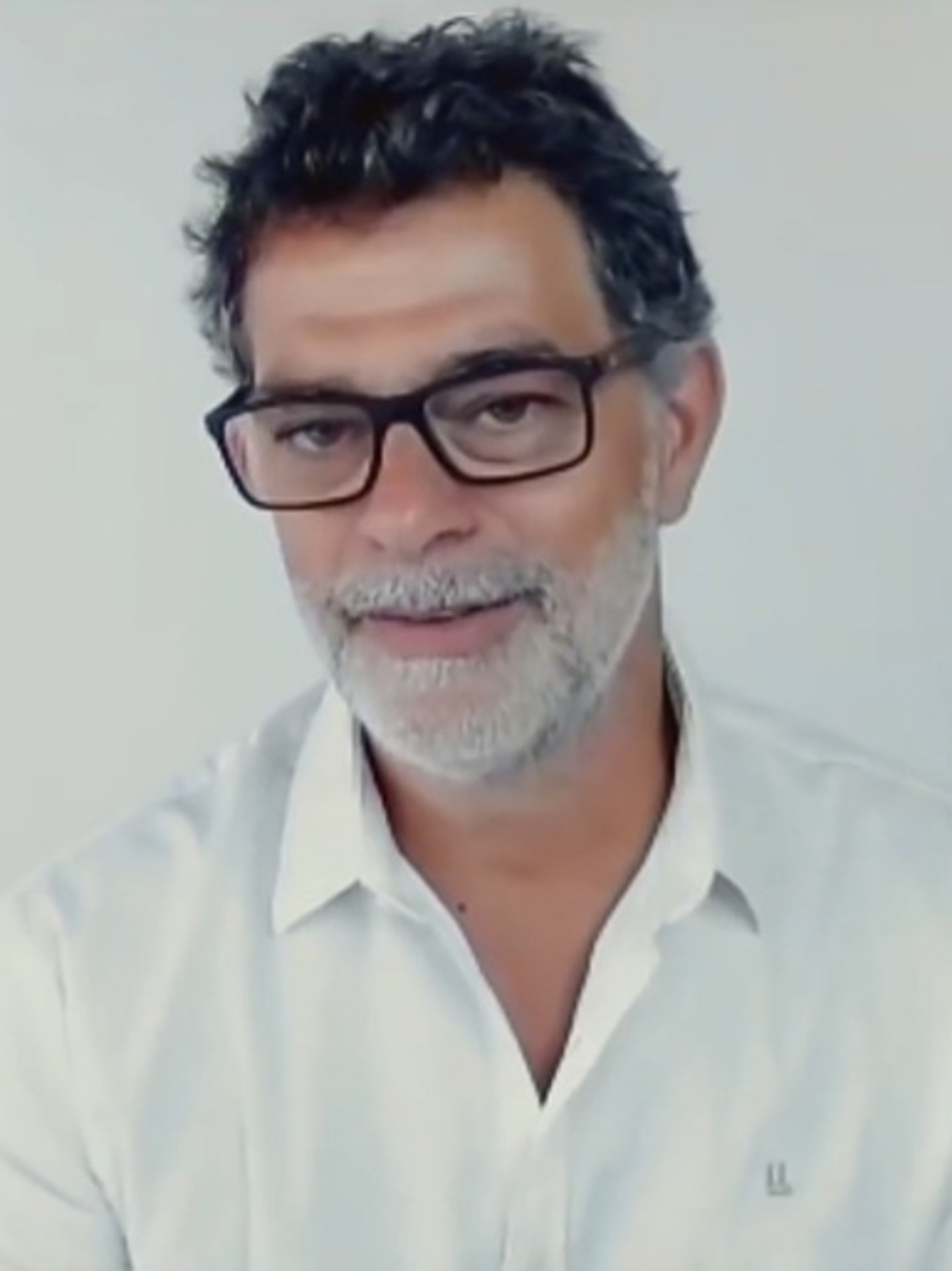
Eduardo Moscovis ganhou em 2020 por Bom Dia, Verônica.

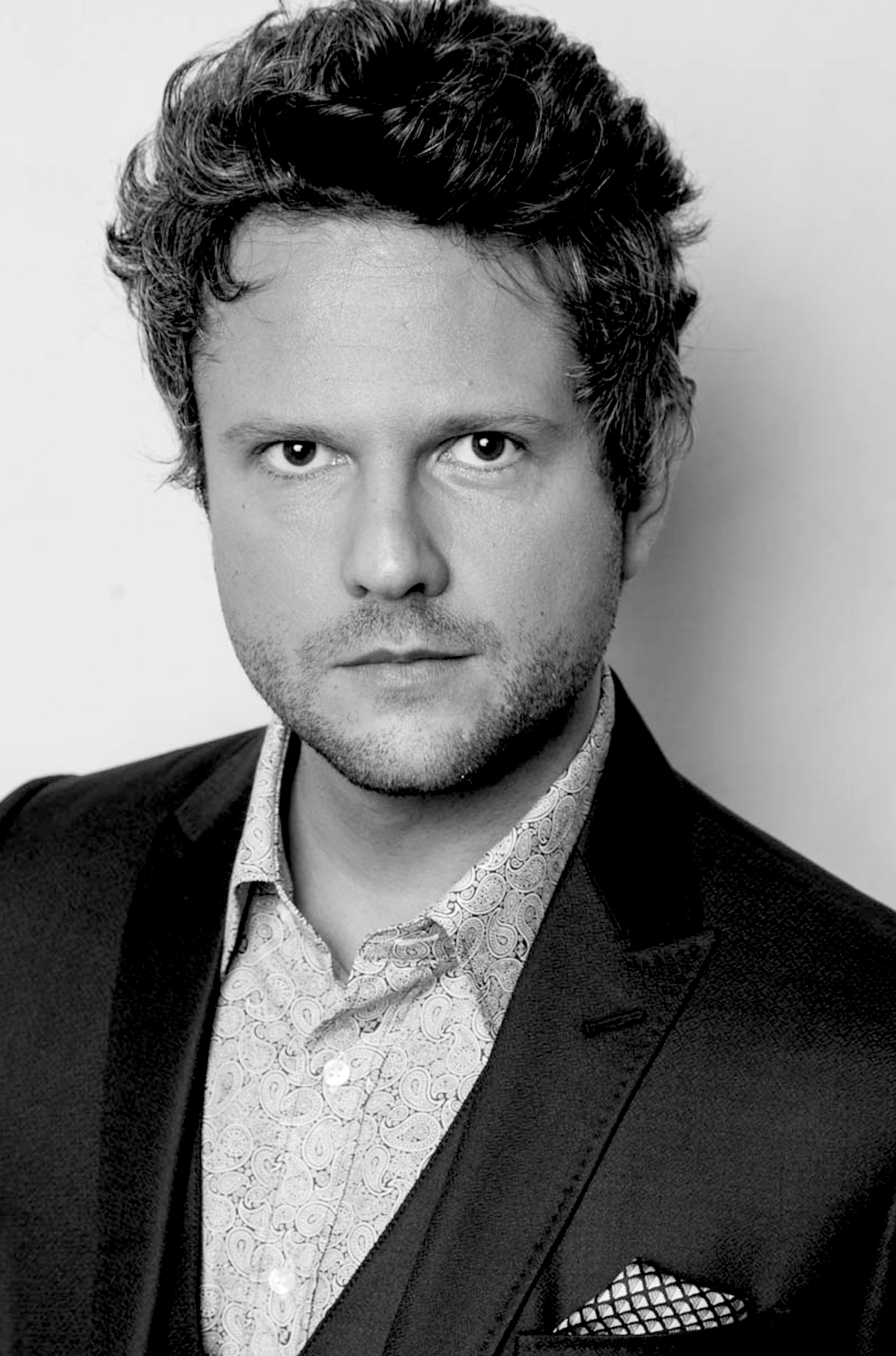
Selton Mello ganhou por Sessão de Terapia (2021).

### Década de 2010
| Ano  | Ator                             | Programa                              | Personagem                          | Emissora                         | Ref.                             |
| ---- | -------------------------------- | ------------------------------------- | ----------------------------------- | -------------------------------- | -------------------------------- |
| 2011 | Fábio Assunção                   | Dalva e Herivelto: uma Canção de Amor | Herivelto Martins                   | TV Globo                         | [ 1 ]                            |
| 2011 | Selton Mello                     | A Cura                                | Dimas Bevilláqua                    | TV Globo                         | [ 1 ]                            |
| 2011 | Murilo Benício                   | Força-Tarefa                          | Capitão Wilson                      | TV Globo                         | [ 1 ]                            |
| 2011 | Michel Melamed                   | Afinal, o Que Querem as Mulheres?     | André Newmann                       | TV Globo                         | [ 1 ]                            |
| 2011 | Vladimir Brichta                 | Separação?!                           | Agnaldo Vianna                      | TV Globo                         | [ 1 ]                            |
| 2011 | Pedro Cardoso                    | A Grande Família (t. 10)              | Agostinho Carrara                   | TV Globo                         | [ 1 ]                            |
| 2012 | Vladimir Brichta                 | Tapas & Beijos (t. 1)                 | Armane Barbosa                      | TV Globo                         | [ 2 ]                            |
| 2012 | Fábio Assunção                   | Tapas & Beijos (t. 1)                 | Jorgeney "Jorge" Almeida            | TV Globo                         | [ 2 ]                            |
| 2012 | Fernando Pavão                   | Sansão e Dalila                       | Sansão                              | RecordTV                         | [ 2 ]                            |
| 2012 | Jorge Fernando                   | Macho Man                             | Nelson Zucatelli (Zuzu)             | TV Globo                         | [ 2 ]                            |
| 2012 | Pedro Cardoso                    | A Grande Família (t. 11)              | Agostinho Carrara                   | TV Globo                         | [ 2 ]                            |
| 2012 | Selton Mello                     | A Mulher Invisível                    | Pedro                               | TV Globo                         | [ 2 ]                            |
| 2013 | Domingos Montagner               | O Brado Retumbante                    | Paulo Alberto Ventura               | TV Globo                         | [ 3 ] [ 4 ]                      |
| 2013 | Danton Mello                     | Como Aproveitar o Fim do Mundo        | Ernani da Silva                     | TV Globo                         | [ 3 ] [ 4 ]                      |
| 2013 | Eduardo Moscovis                 | Louco por Elas (t. 3)                 | Leonardo "Léo" Corrêa               | TV Globo                         | [ 3 ] [ 4 ]                      |
| 2013 | Fábio Assunção                   | Tapas & Beijos (t. 2)                 | Jorgeney "Jorge" Almeida            | TV Globo                         | [ 3 ] [ 4 ]                      |
| 2013 | Leonardo Brício                  | Rei Davi                              | Davi, Rei de Israel e Judá          | RecordTV                         | [ 3 ] [ 4 ]                      |
| 2013 | Vladimir Brichta                 | Tapas & Beijos (t. 2)                 | Armane Barbosa                      | TV Globo                         | [ 3 ] [ 4 ]                      |
| 2014 | Cauã Reymond                     | Amores Roubados                       | Leandro Dantas                      | TV Globo                         | [ 5 ]                            |
| 2014 | Ângelo Paes Leme                 | José do Egito                         | José do Egito                       | RecordTV                         | [ 5 ]                            |
| 2014 | Cauã Reymond                     | O Caçador                             | André Câmara                        | TV Globo                         | [ 5 ]                            |
| 2014 | Leandro Hassum                   | O Dentista Mascarado                  | Sérgio Gomes                        | TV Globo                         | [ 5 ]                            |
| 2014 | Murilo Benício                   | Amores Roubados                       | Jaime Favais                        | TV Globo                         | [ 5 ]                            |
| 2014 | Vladimir Brichta                 | Tapas & Beijos (t. 3)                 | Armane Barbosa                      | TV Globo                         | [ 5 ]                            |
| 2015 | Bruno Gagliasso                  | Dupla Identidade                      | Eduardo Borges (Edu) / Brian Borges | TV Globo                         | [ 6 ] [ 7 ]                      |
| 2015 | Cosme dos Santos                 | Sexo e as Negas                       | Arenoso dos Santos (Areno)          | TV Globo                         | [ 6 ] [ 7 ]                      |
| 2015 | Dan Stulbach                     | Segunda Dama                          | Paulo Hélio Garcez                  | TV Globo                         | [ 6 ] [ 7 ]                      |
| 2015 | Enrique Diaz                     | Felizes para Sempre?                  | Cláudio Drummond / Hélio            | TV Globo                         | [ 6 ] [ 7 ]                      |
| 2015 | João Miguel                      | Felizes para Sempre?                  | Hugo Drummond                       | TV Globo                         | [ 6 ] [ 7 ]                      |
| 2015 | Petrônio Gontijo                 | Conselho Tutelar                      | André Noronha                       | RecordTV                         | [ 6 ] [ 7 ]                      |
| 2016 | Não houve premiação.             | Não houve premiação.                  | Não houve premiação.                | Não houve premiação.             | Não houve premiação.             |
| 2017 | Júlio Andrade                    | Sob Pressão (t. 1)                    | Dr. Evandro Moreira                 | TV Globo                         | [ 8 ]                            |
| 2017 | Cauã Reymond                     | Dois Irmãos                           | Omar Rahal / Yaqub Rahal            | TV Globo                         | [ 8 ]                            |
| 2017 | Renato Góes                      | Os Dias Eram Assim                    | Renato Reis                         | TV Globo                         | [ 8 ]                            |
| 2017 | Gabriel Leone                    | Os Dias Eram Assim                    | Gustavo Reis                        | TV Globo                         | [ 8 ]                            |
| 2017 | Lázaro Ramos                     | Mister Brau (t. 3)                    | Bráulio Pederneiras / Mister Brau   | TV Globo                         | [ 8 ]                            |
| 2017 | Daniel de Oliveira               | Os Dias Eram Assim                    | Vitor Dumonte                       | TV Globo                         | [ 8 ]                            |
| 2018 | A categoria não foi apresentada. | A categoria não foi apresentada.      | A categoria não foi apresentada.    | A categoria não foi apresentada. | A categoria não foi apresentada. |
| 2019 | Alexandre Nero                   | Filhos da Pátria (t. 2)               | Geraldo Bulhosa                     | Globoplay                        | [ 9 ] [ 10 ]                     |
| 2019 | Cauã Reymond                     | Ilha de Ferro (t. 1)                  | Dante Giordano                      | Globoplay                        | [ 9 ] [ 10 ]                     |
| 2019 | Júlio Andrade                    | Sob Pressão (t. 3)                    | Dr. Evandro Moreira                 | TV Globo                         | [ 9 ] [ 10 ]                     |
| 2019 | Rodrigo Lombardi                 | Carcereiros (t. 2)                    | Adriano Ferreira de Araújo          | Globoplay                        | [ 9 ] [ 10 ]                     |
| 2019 | Selton Mello                     | Sessão de Terapia (t. 4)              | Dr. Caio Barone                     | Globoplay                        | [ 9 ] [ 10 ]                     |

### Década de 2020
| Ano  | Ator                 | Programa                   | Personagem              | Emissora  | Ref.                 |
| ---- | -------------------- | -------------------------- | ----------------------- | --------- | -------------------- |
| 2020 | Eduardo Moscovis     | Bom Dia, Verônica (t. 1)   | Cláudio Antunes Brandão | Netflix   | [ 11 ] [ 12 ]        |
| 2020 | Caio Horowicz        | Boca a Boca                | Alex Nero               | Netflix   | [ 11 ] [ 12 ]        |
| 2020 | Emílio Dantas        | Amor e Sorte               | Francisco               | TV Globo  | [ 11 ] [ 12 ]        |
| 2020 | Júlio Andrade        | Sob Pressão: Plantão Covid | Dr. Evandro Moreira     | TV Globo  | [ 11 ] [ 12 ]        |
| 2020 | Lázaro Ramos         | Amor e Sorte               | Cadú                    | TV Globo  | [ 11 ] [ 12 ]        |
| 2021 | Selton Mello         | Sessão de Terapia (t. 5)   | Dr. Caio Barone         | Globoplay | [ 13 ] [ 14 ]        |
| 2021 | Daniel de Oliveira   | Onde Está Meu Coração      | Miguel Freitas          | Globoplay | [ 13 ] [ 14 ]        |
| 2021 | Gabriel Leone        | Dom (t. 1)                 | Pedro Dom               | Amazon    | [ 13 ] [ 14 ]        |
| 2021 | Júlio Andrade        | Sob Pressão (t. 4)         | Dr. Evandro Moreira     | TV Globo  | [ 13 ] [ 14 ]        |
| 2021 | Thomás Aquino        | Manhãs de Setembro         | Cadú                    | Amazon    | [ 13 ] [ 14 ]        |
| 2022 | André Lamoglia       | Élite (t. 5)               | Iván Carvalho           | Netflix   | [ 15 ] [ 16 ] [ 17 ] |
| 2022 | Samuel Melo          | Maldivas                   | Cauã Velasquez          | Netflix   | [ 15 ] [ 16 ] [ 17 ] |
| 2022 | Júlio Andrade        | Sob Pressão (t. 5)         | Dr. Evandro Moreira     | Globoplay | [ 15 ] [ 16 ] [ 17 ] |
| 2022 | Reynaldo Gianecchini | Bom Dia, Verônica (t. 2)   | Matias Cordeiro         | Netflix   | [ 15 ] [ 16 ] [ 17 ] |
| 2022 | Gabriel Stauffer     | De Volta aos 15            | Joel                    | Netflix   | [ 15 ] [ 16 ] [ 17 ] |

## Performances com múltiplas vitórias
2 vitórias
- Cauã Reymond

## Performances com múltiplas indicações
| 5 indicações - Júlio Andrade 4 indicações - Cauã Reymond - Vladimir Brichta - Júlio Andrade - Selton Mello | 3 indicações - Fábio Assunção 2 indicações - Eduardo Moscovis - Daniel de Oliveira - Gabriel Leone - Lázaro Ramos - Murilo Benício - Pedro Cardoso |

## Programas com múltiplas indicações
| 5 indicações - Sob Pressão - Tapas & Beijos 3 indicações - Os Dias Eram Assim | 2 indicações - A Grande Família - Felizes para Sempre? - Amores Roubados - Amor e Sorte - Sessão de Terapia |